# Flux obstruït

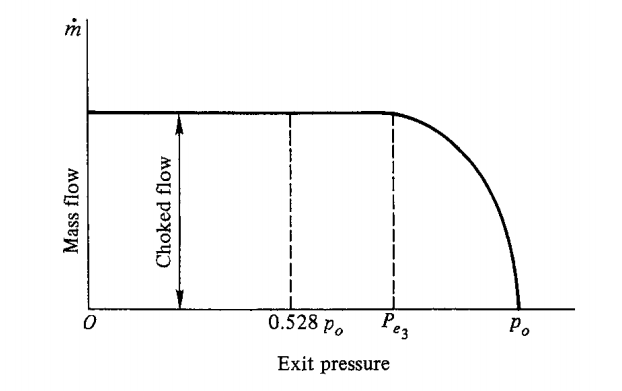
Cabal d'inducció en funció de la pressió de sortida variable en flux obstruït

El flux obstruït és un efecte de flux compressible. El paràmetre que esdevé "ofegat" o "limitat" és la velocitat del fluid.
El flux obstruït és una condició fluidodinàmica associada a l'efecte Venturi. Quan un fluid que flueix a una pressió i temperatura determinades passa a través d'una constricció (com ara la gola d'una tovera convergent-divergent o una vàlvula en una canonada) cap a un entorn de menor pressió, la velocitat del fluid augmenta. En condicions inicialment subsòniques aigües amunt, el principi de conservació de l'energia requereix que la velocitat del fluid augmenti a mesura que flueix a través de l'àrea de secció transversal més petita de la constricció. Alhora, l'efecte Venturi fa que la pressió estàtica, i per tant la densitat, disminueixi a la constricció. El flux obstruït és una condició limitant on el flux màssic no pot augmentar amb una disminució addicional de l'entorn de pressió aigües avall per a una pressió i temperatura aigües amunt fixes.
Per a fluids homogenis, el punt físic en què es produeix l'asfíxia per a condicions adiabàtiques és quan la velocitat del pla de sortida es troba en condicions sòniques; és a dir, a un nombre de Mach d'1. En un flux obstruït, el cabal màssic només es pot augmentar augmentant la densitat aigües amunt de la substància.
El flux obstruït de gasos és útil en moltes aplicacions d'enginyeria perquè el cabal màssic és independent de la pressió aigües avall i només depèn de la temperatura i la pressió i, per tant, de la densitat del gas al costat aigües amunt de la restricció. En condicions d'obstrucció, es poden utilitzar vàlvules i plaques d'orifici calibrades per produir un cabal màssic desitjat.

## Flux obstruït en líquids
Si el fluid és un líquid, es produeix un tipus diferent de condició limitant (també coneguda com a flux obstruït) quan l'efecte venturi que actua sobre el flux de líquid a través de la restricció provoca una disminució de la pressió del líquid més enllà de la restricció per sota de la pressió de vapor del líquid a la temperatura del líquid predominant. En aquest punt, el líquid es converteix parcialment en bombolles de vapor i el posterior col·lapse de les bombolles provoca cavitació. La cavitació és força sorollosa i pot ser prou violenta com per danyar físicament les vàlvules, les canonades i els equips associats. En efecte, la formació de bombolles de vapor a la restricció impedeix que el flux augmenti encara més.

## Cabal màssic d'un gas en condicions d'estrangulament
Tots els gasos flueixen de més pressió a més pressió. El flux obstruït es pot produir en el canvi de secció transversal en una tovera de De Laval o a través d'una placa d'orifici. La velocitat d'estrangulació s'observa aigües amunt d'un orifici o broquet. El cabal volumètric aigües amunt és inferior al de les aigües avall a causa de la major densitat aigües amunt. La velocitat d'estrangulació és una funció de la pressió aigües amunt però no de la aigües avall. Tot i que la velocitat és constant, el cabal màssic depèn de la densitat del gas aigües amunt, que és funció de la pressió aigües amunt. La velocitat del flux arriba a la velocitat del so a l'orifici, i es pot anomenarsonic orifice.

### Asfixia en el canvi de flux de secció transversal
Suposant un comportament ideal del gas, el flux obstruït en estat estacionari es produeix quan la pressió aigües avall cau per sota d'un valor crític. {\displaystyle p^{*}}. Aquest valor crític es pot calcular a partir de l'equació adimensional de la relació de pressió crítica
{\displaystyle {\frac {p^{*}}{p_{0}}}=\left({\frac {2}{\gamma +1}}\right)^{\frac {\gamma }{\gamma -1}}}
on {\displaystyle \gamma } és la relació de capacitat calorífica {\displaystyle c_{p}/c_{v}} del gas i on {\displaystyle p_{0}} és la pressió total (d'estancament) aigües amunt.
Per a aire amb una relació de capacitat calorífica {\displaystyle \gamma =1.4}, aleshores {\displaystyle p^{*}=0.528p_{0}} altres gasos tenen {\displaystyle \gamma } en el rang d'1,09 (per exemple, butà) a 1,67 (gasos monoatòmics), de manera que la relació de pressió crítica varia en el rang {\displaystyle 0.487<p^{*}/p_{0}<0.587}, la qual cosa significa que, depenent del gas, el flux obstruït normalment es produeix quan la pressió estàtica aigües avall cau per sota de 0,487 a 0,587 vegades la pressió absoluta en el recipient font estancat aigües amunt.
Quan la velocitat del gas s'estrangula, es pot obtenir el cabal màssic en funció de la pressió aigües amunt. Per a un flux isentròpic, l'equació de Bernoulli hauria de complir-se:
{\displaystyle h+{\frac {v^{2}}{2}}={\frac {C_{P}T}{\mu }}+{\frac {v^{2}}{2}}=const}
on {\displaystyle h} - és l'entalpia del gas, {\displaystyle C_{P}={\frac {\gamma }{\gamma -1}}R} - calor específica molar a pressió constant, amb {\displaystyle R} sent la constant universal dels gasos, {\displaystyle T} - temperatura absoluta. Si negligim la velocitat inicial del gas aigües amunt, podem obtenir la velocitat final del gas de la següent manera:
{\displaystyle v_{max}={\sqrt {{\frac {2}{\mu }}C_{P}T}}}
En un flux obstruït, aquesta velocitat coincideix exactament amb la velocitat sònica {\displaystyle c_{s}^{*}} a la secció transversal crítica:
{\displaystyle c_{s}^{*}={\sqrt {\gamma {\frac {p}{\rho ^{*}}}}}={\sqrt {{\frac {2}{\mu }}C_{P}T}}=v_{max}}
on {\displaystyle \rho ^{*}} és la densitat a la secció transversal crítica. Ara podem obtenir la pressió {\displaystyle p} com:
{\displaystyle p={\frac {\rho ^{*}{c_{s}^{*}}^{2}}{\gamma }}={\frac {\dot {m}}{A^{*}}}{\frac {c_{s}^{*}}{\gamma }}}
tenint en compte que {\displaystyle \rho ^{*}c_{s}^{*}\,A^{*}={\dot {m}}}. Ara recordeu que hem negligit la velocitat del gas aigües amunt, és a dir, la pressió a la secció crítica ha de ser essencialment la mateixa o propera a la pressió d'estancament aigües amunt. {\displaystyle P_{0}\approx p}, i {\displaystyle A^{*}\approx A}. Finalment obtenim:
{\displaystyle {\dot {m}}=\gamma \,P_{0}\,A\,\left({\frac {2}{\mu }}C_{P}\,T_{0}\right)^{-1/2}}
com a equació aproximada del cabal màssic.
L'equació més precisa per al cabal màssic obstruït és:
{\displaystyle {\dot {m}}=C_{d}A{\sqrt {\gamma \rho _{0}P_{0}\left({\frac {2}{\gamma +1}}\right)^{\frac {\gamma +1}{\gamma -1}}}}}
| On:                          | |
| {\displaystyle {\dot {m}}} , | cabal màssic, en kg/s |
| {\displaystyle C_{d}} ,      | coeficient de descàrrega, adimensional                                                                                     |
| {\displaystyle A} ,          | àrea de la secció transversal del forat de descàrrega, en m²                                                               |
| {\displaystyle \gamma } ,    | {\displaystyle {\frac {c_{p}}{c_{v}}}} (Relació de capacitat calorífica) del gas                                           |
| {\displaystyle c_{p}} ,      | calor específica del gas a pressió constant                                                                                |
| {\displaystyle c_{v}} ,      | calor específica del gas a volum constant                                                                                  |
| {\displaystyle \rho _{0}} ,  | densitat real del gas (total) a pressió total {\displaystyle P_{0}} i la temperatura total {\displaystyle T_{0}}, en kg/m³ |
| {\displaystyle P_{0}} ,      | pressió total absoluta aigües amunt del gas, en Pa, o kg/m·s²                                                              |
| {\displaystyle T_{0}} ,      | temperatura total absoluta aigües amunt del gas, en K                                                                      |

El cabal màssic depèn principalment de l'àrea de la secció transversal {\displaystyle A} de la gola de la tovera i la pressió aigües amunt {\displaystyle P}, i només depèn feblement de la temperatura {\displaystyle T}. La velocitat no depèn en absolut de la pressió aigües avall. Tots els altres termes són constants que només depenen de la composició del material del flux. Tot i que la velocitat del gas arriba a un màxim i s'obstrueix, el cabal màssic no s'obstrueix. El cabal màssic encara es pot augmentar si s'augmenta la pressió aigües amunt, ja que això augmenta la densitat del gas que entra a l'orifici.
El valor de {\displaystyle C_{d}} es pot calcular mitjançant l'expressió següent:
{\displaystyle C_{d}={\frac {\dot {m}}{A{\sqrt {2\rho \Delta P}}}}}
| On:                          |                                                                                                |
| {\displaystyle C_{d}} ,      | coeficient de descàrrega a través de la constricció (adimensional)                             |
| {\displaystyle A} ,          | àrea de la secció transversal de la constricció del flux (unitat de longitud al quadrat)       |
| {\displaystyle {\dot {m}}} , | cabal màssic de fluid a través de la constricció (massa unitària de fluid per unitat de temps) |
| {\displaystyle \rho } ,      | densitat del fluid (unitat de massa per unitat de volum)                                       |
| {\displaystyle \Delta P} ,   | caiguda de pressió a través de la constricció (unitat de força per unitat de superfície)       |

Les equacions anteriors calculen el cabal màssic en estat estacionari per a la pressió i la temperatura existents a la font de pressió aigües amunt.
Si el gas s'allibera d'un recipient d'alta pressió tancat, les equacions d'estat estacionari anteriors es poden utilitzar per aproximar el cabal màssic inicial. Posteriorment, el cabal màssic disminueix durant la descàrrega a mesura que el recipient font es buida i la pressió al recipient disminueix. Calcular el cabal en funció del temps des de l'inici de la descàrrega és molt més complicat, però més precís.
La literatura tècnica pot ser confusa perquè molts autors no expliquen si utilitzen la constant universal de la llei dels gasos R, que s'aplica a qualsevol gas ideal, o si utilitzen la constant de la llei dels gasos Rs, que només s'aplica a un gas individual específic. La relació entre les dues constants és R s = R / M on M és el pes molecular del gas.

## El patró de flux

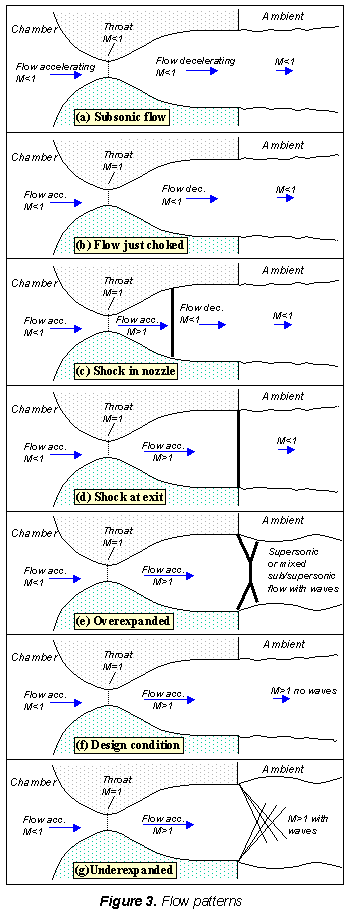
Figura 1. Patrons de flux

La figura 1a mostra el flux a través de la tovera quan és completament subsònic (és a dir, la tovera no està obstruïda). El flux a la cambra s'accelera a mesura que convergeix cap a la gola, on arriba a la seva velocitat màxima (subsònica) a la gola. El flux desaccelera a través de la secció divergent i s'escapa a l'ambient com un jet subsònic. En aquest estat, la reducció de la contrapressió augmenta la velocitat del flux a tot arreu de la boquilla.
Quan la contrapressió, pb, es redueix prou, la velocitat del flux és de Mach 1 a la gola, com a la figura 1b. El patró de flux és exactament el mateix que en el flux subsònic, excepte que la velocitat del flux a la gola acaba d'arribar a Mach 1. El flux a través de la tovera ara està obstruït, ja que més reduccions de la contrapressió no poden allunyar el punt M=1 de la gola. Tanmateix, el patró de flux a la secció divergent canvia a mesura que es redueix encara més la contrapressió.
A mesura que la p b es redueix per sota del que cal per ofegar el flux, es forma una regió de flux supersònic just aigües avall de la gola. A diferència del flux subsònic, el flux supersònic s'accelera a mesura que s'allunya de la gola. Aquesta regió d'acceleració supersònica acaba amb una ona de xoc normal. L'ona de xoc produeix una desacceleració gairebé instantània del flux a velocitat subsònica. Aquest flux subsònic desaccelera a través de la resta de la secció divergent i s'escapa com un jet subsònic. En aquest règim, si baixeu o augmenteu la contrapressió, allunyeu l'ona de xoc de la gola (augmenteu la longitud del flux supersònic a la secció divergent abans de l'ona de xoc).
Si la p b es redueix prou, l'ona de xoc es troba a la sortida de la tovera (figura 1d). A causa de la llarga regió d'acceleració (tota la longitud de la boquilla), la velocitat del flux arriba al seu màxim just abans del front de xoc. No obstant això, després del xoc, el flux al jet és subsònic.
Reduir encara més la contrapressió fa que el xoc es corbi cap al jet (figura 1e), i es configura un patró complex de xocs i reflexions al jet que crea una barreja de flux subsònic i supersònic, o (si la contrapressió és prou baixa) només flux supersònic. Com que el xoc ja no és perpendicular al flux a prop de les parets de la boquilla, desvia el flux cap a dins quan surt de la sortida, produint un jet que inicialment es contrau. Això es coneix com a flux sobreexpandit perquè en aquest cas la pressió a la sortida de la tovera és inferior a la de l'ambient (la contrapressió), és a dir, el flux s'ha expandit massa per la boquilla.
Una major disminució de la contrapressió canvia i debilita el patró d'ona del jet. Finalment, la contrapressió baixa prou com per ser igual a la pressió a la sortida de la boquilla. En aquest cas, les ones del jet desapareixen completament (figura 1f) i el jet esdevé uniformement supersònic. Aquesta situació, com que sovint és desitjable, s'anomena "condició de disseny".
Finalment, reduir encara més la contrapressió crea un nou desequilibri entre la pressió de sortida i la contrapressió (pressió de sortida més gran que la contrapressió), figura 1g. En aquesta situació (anomenada "subexpandida"), les ones d'expansió (que produeixen un gir gradual perpendicular al flux axial i acceleració del jet) es formen a la sortida de la broqueta, girant inicialment el flux a les vores del jet cap a l'exterior en una columna i configurant un tipus diferent de patró d'ona complex.